# Клеменс Франц Баварський
Клеменс Франц де Паула, принц Баварський (нім. Clemens Franz de Paula von Bayern), (19 квітня 1722—6 серпня 1770) — баварський принц з династії Віттельсбахів, онук курфюрста Баварії Максиміліана II, син фельдмаршала Фердінанда Марії, принца баварського, та Марії Анни Нойбурзької, кавалер Ордену Золотого руна.

## Біографія
Клеменс Франц де Паула народився 19 квітня 1722 року в родині баварського принца Фердінанда Марії Інноченца та його дружини Марії Анни Нойбурзької. Його старшому брату Максиміліану Йозефу вже виповнилося два роки, молодша ж сестра Тереза Емануела з'явилася на світ п'ятнадцять місяців потому. Всі діти Фердінанда Марії народилися в Мюнхені.
Максиміліан Йозеф помер у 18 років 28 квітня 1738. Єдиним законним спадкоємцем батька став Клеменс Франц. Фердінанд Марія пішов з життя 9 грудня того ж року. Головою родини став принц Клеменс.
17 січня 1742 року у Мангаймі відбулося подвійне весілля: двадцятирічний Клеменс Франц побрався із своєю одноліткою Марією Анною Зульцбаською, а Карл Теодор Зульцбаський одружився із її рідною сестрою Єлизаветою Августою.
Марія Анна виявилася жвавою, веселою та розумною жінкою. Клеменс не надто підходив їй за темпераментом. Хоча і був благочестивим та привітним чоловіком, розумівся на науці та мистецтві, особливо музиці. Мав він і деякі норовливі звички.
У подружжя народилося кілька дітей. Всі вони померли у ранньому віці. Якби їхні нащадки чоловічої статі вижили, то успадкували б у кінці грудня 1777 баварський трон після смерті Максимілиіана III Йозефа. Син Клеменса Франца міг стати у такому випадку 6-м курфюрстом Баварії.
Сам Клеменс Баварський помер 6 серпня 1770 у віці 48 років у Мюнхені. Там же і був похований.

## Родина

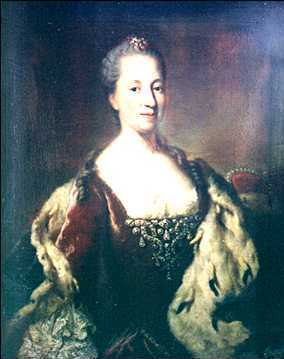
Марія Анна Зульцбаська

Дружина — Марія Анна Зульцбаська
ДІти:
- Марія (25[5] або 30 вересня 1748)[2][6]
- син (28 січня 1753)[7][8]
- Марія Анна (31 травня 1754)[9][10]
- син (23 червня 1755)[2][11]

Інколи вказують також ще одну чи двох доньок, одна з яких, можливо, народилася 25 червня 1756 року.